# Ratamba
Ratamba is een bestuurslaag in het regentschap Banjarnegara van de provincie Midden-Java, Indonesië. Ratamba telt 2182 inwoners (volkstelling 2010).